# Canis etruscus
Canis etruscus és una espècie extinta de mamífer carnívor de la família dels cànids que visqué a Euràsia entre el Pliocè superior i el Plistocè mitjà. Se n'han trobat restes fòssils a Alemanya, Bulgària, Croàcia, França, Espanya (incloent-hi el jaciment egarenc de Can Guardiola i Castelló), Geòrgia, Grècia, Israel, Itàlia, el Kazakhstan, el Kirguizstan, els Països Baixos, Romania i el Tadjikistan. Evolucionà a Àsia i passà a Europa durant el Pliocè. Era un dels primers membres del llinatge evolutiu dels llops, tot i que de mida més petita que els seus parents moderns. Esdevingué el carnívor dominant de diversos ecosistemes. Els seus fòssils sovint es troben al costat de les restes de C. arnensis, un caní més petit.